# Maxime Stefani

a Compétitions nationales et continentales officielles uniquement.

b Matchs officiels uniquement.
Maxime Stefani, né le 10 mars 1998 à Saint-Gaudens, est un joueur de rugby à XIII français évoluant au poste de deuxième ligne ou de centre dans les années 2010 et 2020.
Il fait ses débuts en senior avec le club de Saint-Gaudens dans le Championnat de France. Fort des prestations convaincantes en 2021, le club de Toulouse Olympique XIII le fait signer en juillet 2021 intégrant dans un premier temps le Toulouse Elite puis en faisant ses débuts en Super League le 26 février 2022 avec un essai lors de son premier match et a joué pour la France lors de la coupe du monde 

## Biographie
Après cinq saisons à Saint-Gaudens, Maxime Stefani rejoint en juillet 2021 l'équipe réserve du Toulouse Olympique XIII, le Toulouse olympique élite, qui évolue dans le Championnat de France avec la volonté d'être appelé en Championship. Entre-temps, le Toulouse Olympique XIII intègre la Super League, rejoignant l'autre équipe française des Dragons Catalans. En février 2022, il fait ses débuts en Super League en tant que titulaire au poste de deuxième ligne en inscrivant un essai contre Warrington,.

## Palmarès
- Collectif : 
  - Finaliste du Championship : 2023 et 2024 (Toulouse).

### Détails en sélection
| 1. | 26 novembre 2024 | Pays de Galles | 48-6 | Qualif. CM | Deuxième ligne | - | - | - | - |

### Détails en club
| Saison    | Club                    | Compétition           | Matchs | Points | Essais | Buts | Drop |
| --------- | ----------------------- | --------------------- | ------ | ------ | ------ | ---- | ---- |
| 2016-2017 | Saint-Gaudens           | Championnat de France | 16     | 20     | 5      | -    | -    |
| 2017-2018 | Saint-Gaudens           | Championnat de France | 17     | 24     | 6      | -    | -    |
| 2018-2019 | Saint-Gaudens           | Championnat de France | 18     | 32     | 8      | -    | -    |
| 2019-2020 | Saint-Gaudens           | Championnat de France | 11     | 24     | 6      | -    | -    |
| 2020-2021 | Saint-Gaudens           | Championnat de France | 18     | 24     | 6      | -    | -    |
| 2021-2022 | Toulouse Elite          | Championnat de France | 6      | 12     | 3      | -    | -    |
| 2022      | Toulouse Olympique XIII | Super League          | 13     | 8      | 2      | -    | -    |